# Knoblehar
Knoblehar je priimek v Sloveniji, ki ga je po podatkih Statističnega urada Republike Slovenije na dan 1. januarja 2010 uporabljalo manj kot 5 oseb.

## Znani nosilci priimka
- Ignacij Knoblehar (1819—1858), misijonar in raziskovalec Afrike